# Transistor Darlington

Diagramma circuitale di una coppia Darlington

In elettronica, un transistor Darlington (spesso chiamato anche coppia Darlington) è un transistor composito costituito da due transistor a giunzione bipolari in cascata concepito da Sidney Darlington nel 1953. La caratteristica principale di questa configurazione è l'elevatissimo guadagno in corrente (indicato con β o hFE), pari a quasi il prodotto dei guadagni in corrente dei singoli transistor. I transistor Darlington possono essere realizzati mediante componenti discreti oppure integrati; sono realizzati anche a gruppi, riuniti in un unico package. 
I Darlington sono facilmente integrabili in una singola fusione NPN o PNP, in quanto entrambi i collettori sono posti in parallelo e connessi al substrato del silicio e la connessione tra la base del finale e l'emettitore del pilota è realizzata con una metallizzazione simile a quella delle connessioni di base ed emettitore.
Spesso i Darlington integrati posseggono un diodo in antiparallelo costituito da una giunzione BC, ottenuto al costo di una piccola porzione di superficie del silicio.

## Impiego
Solitamente i transistor Darlington integrati vengono usati come interruttori in un ampio range di tensione e corrente, nelle versioni di potenza possono pilotare relè, solenoidi e motori in corrente continua e passo-passo (step motor). Inoltre, grazie alla loro elevata potenza e la bassa potenza richiesta per il pilotaggio, vengono impiegati negli amplificatori audio a medioalta potenza sonora.
I principali difetti della configurazione Darlington possono essere così schematizzati:
- la velocità di commutazione è ridotta a causa del fatto che durante il progressivo spegnimento del primo transistore, la sua corrente di emettitore continua a essere a lungo sufficientemente alta da tenere in zona attiva il secondo e nel contempo di non poter scaricare le minoritarie tramite zenering;
- la caduta di tensione complessiva tra base ed emettitore del Darlington è pari alla somma delle due Vbe, quindi concettualmente il doppio di quella di un transistor tradizionale;
- Il transistor finale del Darlington non può andare in saturazione: di conseguenza, usato in commutazione, un Darlington ha sempre una Vce maggiore di 0,6 V producendo una dissipazione maggiore di un transistor in saturazione. Il transistor pilota, infatti, ha il collettore collegato insieme a quello del finale. Per far scorrere corrente nella base del finale, la Vce del finale stesso deve essere maggiore della sua Vbe più la Vce del pilota. Ciò contrasta con la definizione di transistor in saturazione, secondo la quale entrambe le giunzioni del finale devono essere polarizzate direttamente, quindi Vce <= Vbe.

Fra i pregi è da ricordare l'elevata resistenza d'ingresso. Anche l'impossibilità di saturazione del finale, qualora questa non sia desiderabile, diventa un pregio.
Alcuni Darlington integrati contengono un diodo tra la base del sistema e quella del finale per accelerare lo svuotamento delle minoritarie, sebbene il risultato non risulti così efficace come il pilotaggio a tensione di Zener della giunzione BE dei transistor singoli.

## Doppietta e tripletta Sziklai

Una doppietta Sziklai NPN

La doppietta e la tripletta di George Clifford Sziklai uniscono al guadagno dei transistor Darlington la bassa caduta di tensione della propria struttura a coppia complementare e nella doppietta corrisponde alla somma della tensione di saturazione dei due o tre transistor dello stadio Sziklai.
La doppietta Sziklai non viene solo utilizzata negli stadi di potenza ma anche in quelli di segnale sotto il nome di "Buffer di White"  fig. 9.10, in cui lo stadio, pur mostrando grossolanamente un comportamento da transistor, esprime delle prestazioni di gran lunga superiori. La tripletta PNP è come il circuito qui a lato ma con un PNP in più all'ingresso (dove il collettore diventa emettitore e viceversa) e mostra un guadagno tra 100 000 e oltre il milione.
Un grande vantaggio della tripletta è quella di vedere alla base un semplice transistor di piccolo segnale la cui temperatura è facilmente controllabile e poter quindi regolare agevolmente il punto di riposo in classe AB dei finali di potenza audio Hi-Fi.
Il motivo per cui non si trovano in commercio né doppiette né triplette Sziklai integrate è dovuto al problema di realizzare in una singola fetta di silicio sia i PNP sia gli NPN senza generare delle strutture parassitarie SCR, col pericolo di generare dei latch-up ai transitori sia di tensione, sia di corrente.
La doppietta non dev'essere necessariamente fatta solo di transistor bipolari ma si possono mettere all'ingresso sia i JFET, sia i MOSFET e l'assenza di una corrente d'ingresso conferisce al sistema un guadagno infinito; gli IGBT sono un esempio di doppiette a ingresso MOSFET contenenti un SCR parassita.

## Descrizione di un Darlington MJ1000

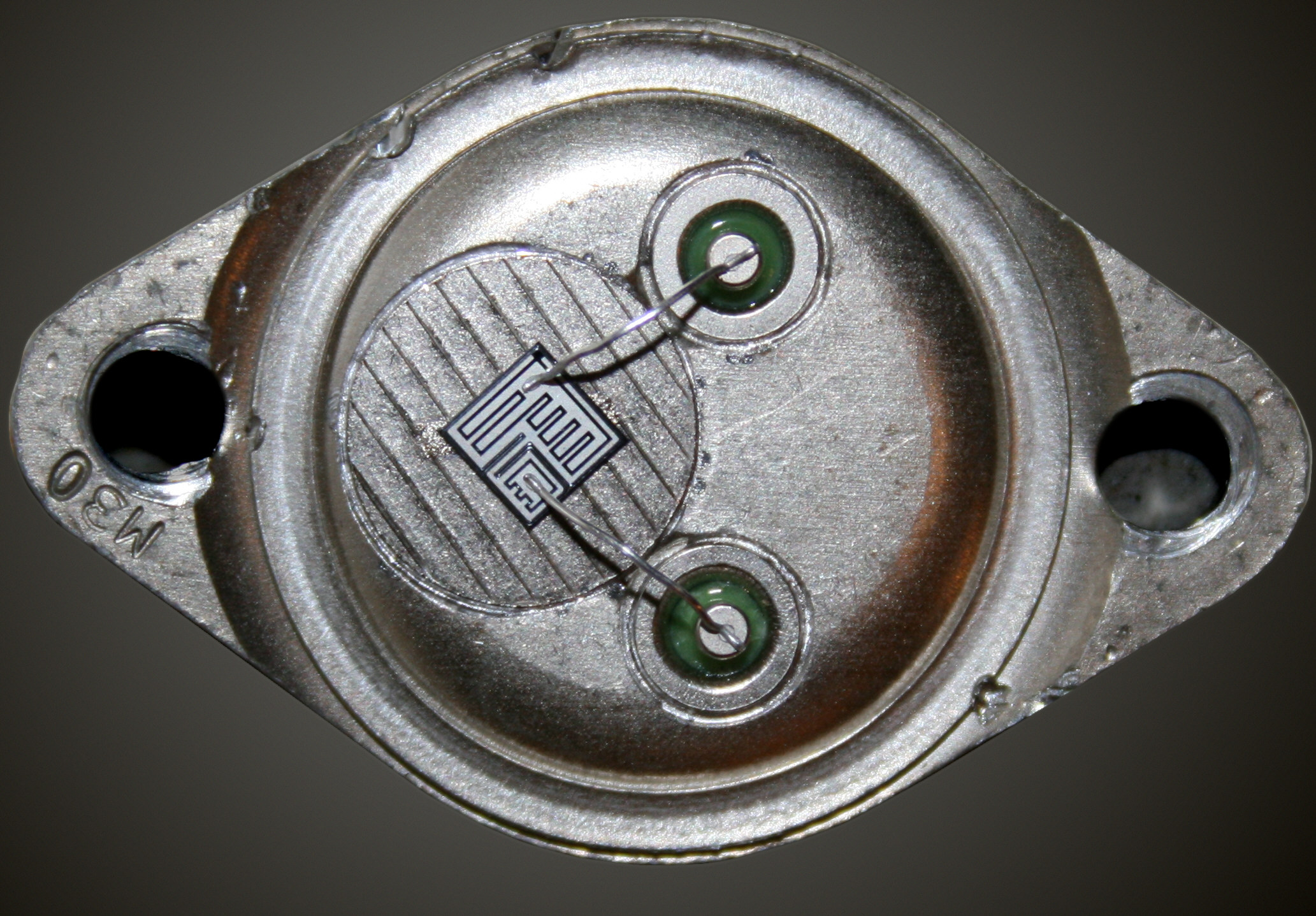
Vista del chip dell'MJ1000

La foto a fianco mostra un Darlington integrato MJ1000  progettato dalla Motorola, aperto (scoperchiato). Nella foto le strutture interdigitate sono i transistor. Le 2 resistenze (da 4 kΩ quella tra base ed emettitore del driver, da 60 Ω tra base ed emettitore del finale) sono ricavate dalla resistività di base rbb' e verosimilmente sono poste sotto le metallizzazioni di base o di emettitore o tra di esse. Il piccolo transistor inferiore è il driver e la connessione diretta verso il piedino in basso corrisponde elettricamente alla sola area della sua base. L'emettitore del transistor finale è connesso al terminale superiore del contenitore TO3.
I collettori in parallelo sono connessi al substrato e quindi saldati al contenitore con una lega eutettica a bassissima resistenza, tanto termica quanto elettrica, basati su oro e germanio in lega Au 88% / Ge 18% con il punto di fusione a 340÷350 °C.